# Ivica Šiško
Ivica Šiško (Livno, 24. siječnja 1946.) je hrvatski slikar i grafičar.

## Životopis
Završio je školu primijenjene umjetnosti 1965. godine u Sarajevu, a 1974. diplomirao na Akademiji likovne umjetnosti u Zagrebu u klasi Frano Baće. Bio je suradnik Majstorske radionice Krste Hegedušića i Ljube Ivančića od 1974. – 1978.
U crtežima i grafikama nastalim oko 1975. godine ekpresivnom linijom raščlanjuje pokret u prostoru ispunjenu organskim oblicima i figurativnim pojedinostima. Svojom je osebujnom maštom i fantazmagoričnom vizijom jedan od protagonista postmodernističkoga slikarstva 80-tih godina u Hrvatskoj.
Ornamentalnim preobrazbama životinjskih i biljnih motiva približava se novoj secesiji, dok se u mitološkim prizorima prisjeća Botticellija, Cranacha, El Grecoa.
Istančani grafizam, dinamično shvaćeni oblici i simbolika boje osnovni su nosioci energije toga slikarstva u kojemu su sublimirani prirodni procesi i vitalna snaga postojanja.
U vlastitoj je nakladi objavio i grafičke mape. Samostalno je izlagao u Livnu, Sarajevu, Beogradu, Zagrebu, Novome Sadu, Velikoj Gorici, Splitu, Karlovcu, Zrenjaninu, Somboru, Subotici, Dubrovniku i Šibeniku. Osmislio je izgled Memorijalnog centra u Rujanima i svojim djelima uredio crkvu sv. Jurja mučenika u sklopu kojeg se nalazi taj Memorijalni centar.
Izradio je za crkvu sv. Antuna Padovanskog u Čakovcu niz od većeg broja mozaika, koji prikazuju: Uzašašće Isusovo; Djevicu Mariju, sv. Anu i sv. Joakima; sv. Leopolda Mandića; Krštenje Isusovo; Isusa i djecu i umnožanje kruha.

## Vanjske poveznice
- www.ivicasisko.com